# Milan Doleček (remero, 1982)
Milan Doleček (Mělník, Checoslovaquia, 18 de marzo de 1982) es un deportista checo que compitió en remo. Su padre, Milan Doleček, compitió en el mismo deporte.
Ganó una medalla de bronce en el Campeonato Mundial de Remo de 2003 y tres medallas en el Campeonato Europeo de Remo entre los años 2007 y 2012.
Participó en dos Juegos Olímpicos de Verano, en los años 2004 y 2008, ocupando el quinto lugar en Atenas 2004, en la prueba de doble scull.

## Palmarés internacional
| Campeonato Mundial | Campeonato Mundial          | Campeonato Mundial | Campeonato Mundial |
| Año                | Lugar                       | Medalla            | Prueba             |
| ------------------ | --------------------------- | ------------------ | ------------------ |
| 2003               | Milán (Italia)              | Medalla de bronce  | Doble scull        |
| Campeonato Europeo |                             |                    |                    |
| Año                | Lugar                       | Medalla            | Prueba             |
| 2007               | Poznań (Polonia)            | Medalla de oro     | Ocho con timonel   |
| 2010               | Montemor-o-Velho (Portugal) | Medalla de bronce  | Cuatro sin timonel |
| 2012               | Varese (Italia)             | Medalla de bronce  | Ocho con timonel   |